# 게오르크 비티히
게오르크 비티히(독일어: Georg Wittig, 1897년 6월 16일 ~ 1987년 8월 26일)는 독일의 화학자이다.
올레핀의 일반적 합성법을 개발하면서 이 합성법은 후에 비티히 반응으로 불렸다. 이러한 업적에 의해 허버트 C. 브라운과 함께 1979년에 노벨 화학상을 수상했다.

## 수상 경력
- 1967년 : 오토 한상
- 1972년 : 파울 카러 황금 메달
- 1979년 : 노벨 화학상

## 참고 문헌
- Werner Tochtermann (1997). “Obituary: Georg Wittig (1897-1987)”. 《Liebigs Annalen》 1997 (3): I. doi:10.1002/jlac.199719970303.
- Gericke, D (1979). “[Nobel prize for chemistry 1979 for the Wittig reaction as a basis for many-sided syntheses. Georg Wittig, 60th German Nobel laureate]”. 《Fortschr. Med.》 (1979년 11월 15일) 97 (43): 1958, 1964. PMID 389768.